# Dionizy Bałaban
Dionizy Bałaban herbu Korczak (data ur. nieznana, zm. 20 maja 1663 w Korsuniu) – prawosławny metropolita kijowski.

## Życiorys
Dionizy Bałaban pochodził z Wołynia. Ukończył Kolegium Kijowsko-Mohylańskie i został wyświęcony na biskupa przez Sylwestra Kossowa. Nie otrzymał jednak przywileju królewskiego na biskupstwo chełmskie i ostatecznie otrzymał tylko biskupstwo łuckie i ostrogskie. Miał dobre stosunki z kasztelanem wołyńskim Stanisławem Kazimierzem Bieniewskim, komisarzem królewskim w rokowaniach z Kozakami. W latach 1654–1656 kilkakrotnie brał udział w poselstwie króla do Bohdana Chmielnickiego.
W 1658 r., po śmierci Kossowa, dzięki Iwanowi Wyhowskiemu został metropolitą kijowskim. Oparł się naciskom Moskwy i nie chciał przyjąć błogosławieństwa patriarchy moskiewskiego. Zwolennik unii hadziackiej.